# Джай Сінґх III
Джай Сінґх III (25 квітня 1819 —6 лютого 1835) — магараджа Джайпуру у 1819—1835 роках.

## Життєпис
Походив з династії Качваха. Був посмертним сином Джаґат Сінґха, магараджи Джайпуру. 1818 року після смерті останнього трон повинен був перейти до нзваного сина Мохан Сінґха з Нарварської гілки Качваха. Втім виявилося, що одна з законних дружин колишнього магараджи — Бгатіяні — вагітна. Тому вирішили зачекати до народження дитини. До того часу державою керував Мохан Сінґх. У квітні 1819 року негайно після народження Джай Сінґха III його оголосили новим магарджею. Втім ситуація не змінилася протягом наступних 9 років, коли магарджа мешкав в зенані, а керував Берісалу Качваха, равалу Самоде, при узгодженні з Джайпурською резидентурою Британської Ост-Індської компанії, утвореної у 1821 році.
В наступні роки опинився у вирі політичних і придворних інтриг. Зрештою помер 1835 року за підозрілих обставин. Йому спадкував малолітній син Рам Сінґх II.